# 환우
환우(桓虞, ? ~ ?)는 후한 전기의 관료로, 자는 백춘(伯春) 또는 중춘(仲春)이며 풍익군 만년현(萬年縣) 사람이다.

## 행적
상서복야 재임 중 법을 조밀하고 공정하게 처리하여 남양태수로 발탁되었고, 건초 4년(79년) 중앙에 불려와 사도로 승진하였으나, 8년 후 면직되었다.
이후 광록훈을 지냈다.

## 출전
- 《동관한기》 권18
- 범엽, 《후한서》 권3 숙종효장제기 이현주(李賢註)